# Rio Ngumoha
 (juillet 2025).
Vous êtes invité à donner votre avis sur cette page de discussion, de manière argumentée en vous aidant notamment des critères d’admissibilité ou en présentant des sources extérieures et sérieuses.  
Après avoir apposé le modèle {{Admissibilité}} sur une page, suivez les étapes expliquées sur Wikipédia:Débat d'admissibilité/Aide :
| 1. | Créez la page de débat d'admissibilité.                                                                      | Sauvegardez d’abord la page pour l’initialiser puis indiquez votre motivation.     |
| 2. | Important : ajoutez une entrée dans la section Débat d'admissibilité du jour.                                | Utilisez ce texte : *{{L\|Rio Ngumoha}}                                            |
| 3. | Pensez à informer les contributeurs principaux de la page et les projets associés lorsque cela est possible. | Utilisez ce texte : {{subst:Avertissement débat d'admissibilité\|Rio Ngumoha}}~~~~ |

Rio Ngumoha, né le 29 août 2008 à Newham en Angleterre, est un footballeur anglais qui évolue au poste d’ailier gauche au Liverpool FC.

## Biographie

### En club
Ngumoha a fait partie de l'académie de Chelsea et a marqué lors de la victoire 3–1 contre Wolverhampton en finale de la Coupe de la Premier League U17 en avril 2024.
Ngumoha a rejoint Liverpool à l'été 2024. Attaquant, il a fait ses débuts avec l'équipe des moins de 18 ans de Liverpool dès le début de la saison 2024–2025, lors d'un match contre les Blackburn Rovers U18. Durant la trêve internationale de septembre, Ngumoha a entraîné avec des membres de l'équipe première de Liverpool. Ce mois-là, il a également fait ses débuts en Ligue de la Jeunesse de l'UEFA contre l'AC Milan.

### 2024–2025: Première convocation en équipe première.
Au début de la saison 2024–2025, Ngumoha a été convoqué pour s'entraîner avec l'équipe première de Liverpool par l'entraîneur Arne Slot. Il a été inscrit sur la feuille de match en tant que remplaçant lors du match de la Coupe de la Ligue contre Southampton le 18 décembre 2024. Le 11 janvier 2025, Ngumoha a fait ses débuts professionnels en tant que titulaire lors de la victoire 4–0 de Liverpool contre Accrington Stanley en FA Cup. À cette occasion, il est devenu le plus jeune joueur de l'histoire du club à jouer en FA Cup, âgé de 16 ans et 135 jours, et en même temps, il est devenu le plus jeune joueur à débuter un match en équipe première de Liverpool. Il a été remplacé par Jayden Danns à la 71e minute.

### 2025-2026: Confirmation en équipe première avec Liverpool.
En juillet 2025, Ngumoha a été inclus dans l’effectif de Liverpool pour la tournée de pré-saison à Hong Kong et au Japon. Il a participé aux matchs amicaux de pré-saison du club, recevant des éloges pour ses performances, avec 2 buts et 2 passes décisives en 4 rencontres.

### En sélection
Né en Angleterre, Ngumoha est d'origine nigériane. Il a fait ses débuts avec l'équipe d'Angleterre des moins de 15 ans et des moins de 16 ans en 2023. En octobre 2024, il a joué avec l'équipe d'Angleterre des moins de 17 ans. Il a été sélectionné pour participer au Championnat d'Europe des moins de 17 ans de l'UEFA 2025.

## Statistiques
| Saison                | Club                  | Championnat           | Championnat | Championnat | Championnat | Coupe nationale | Coupe nationale | Coupe nationale | Coupe de la Ligue | Coupe de la Ligue | Coupe de la Ligue | Supercoupe | Supercoupe | Supercoupe | Compétition(s) continentale(s) | Compétition(s) continentale(s) | Compétition(s) continentale(s) | Compétition(s) continentale(s) | Total | Total | Total |
| Saison                | Club                  | Division              | M.          | B.          | P.d.        | M.              | B.              | P.d.            | M.                | B.                | P.d.              | M.         | B.         | P.d.       | Comp.                          | M.                             | B.                             | P.d.                           | M.    | B.    | P.d.  |
| 2024-2025             | Liverpool FC          | Premier League        | -           | -           | -           | 1               | 0               | 0               | -                 | -                 | -                 | -          | -          | -          | C1                             | -                              | -                              | -                              | 1     | 0     | 0     |
| 2025-2026             | Liverpool FC          | Premier League        | 0           | 0           | 0           | -               | -               | -               | -                 | -                 | -                 | 0          | 0          | 0          | C1                             | -                              | -                              | -                              | 0     | 0     | 0     |
| Total sur la carrière | Total sur la carrière | Total sur la carrière | 0           | 0           | 0           | 1               | 0               | 0               | 0                 | 0                 | 0                 | 0          | 0          | 0          | -                              | 0                              | 0                              | 0                              | 1     | 0     | 0     |